# Водоп'янов Олександр Володимирович
Олександр Володимирович Водоп'янов (рос. Алекса́ндр Влади́мирович Водопья́нов; 7 березня 2001, Нахабіно, Росія — 22 травня 2024, Херсонська область, Україна) — російський офіцер, лейтенант ЗС РФ. Герой Російської Федерації.

## Біографія
Закінчив Нахабінську гімназію №4 і Московське вище військове командне училище, після чого служив командиром розвідувальної групи бригади спецпризначення. Учасник вторгнення в Україну. Загинув внаслідок удару безпілотника.

## Нагороди
- Медалі
- Звання «Герой Російської Федерації» (2024, посмертно)[2][3][4]

## Пам'ять

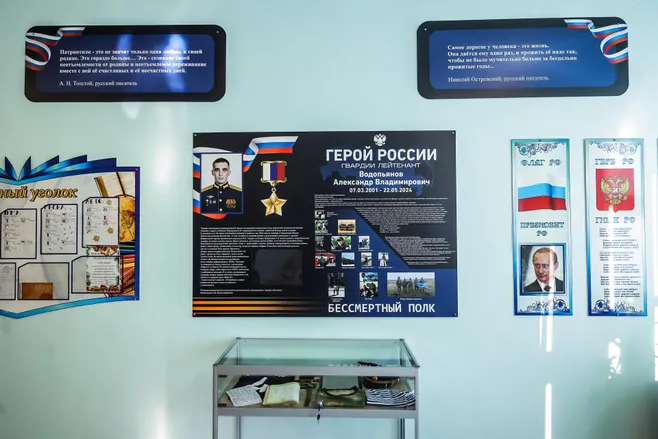
Пам'ятний куток на честь Водоп'янова.

Ім'я Водоп'янова було присвоєне Нахабінській гімназії №4 і класу, в якому він навчався. На будівлі гімназії була встановлена меморіальна дошка і відкрита іменна парта, а в кабінеті математики встановлений пам'ятний куток, в якому виставлені речі Водоп'янова: годинник, тільняшка, кашкет, присяга, футбольна форма клубу «Зоркий» та шкільний щоденник.